# 57 Cygni
Désignations
57 Cygni (en abrégé 57 Cyg) est une étoile binaire de la constellation boréale du Cygne. Elle est visible à l'œil nu avec une magnitude apparente combinée de 4,78 et la paire a une différence de magnitude de 0,34. D'après la mesure de sa parallaxe annuelle par le satellite Gaia, le système est distant d'environ 172 pc (∼561 al) de la Terre. Il se rapproche du Système solaire à une vitesse radiale héliocentrique de −21 km/s.
57 Cygni est une binaire spectroscopique à raies doubles avec une période orbitale de 2,85 jours et une excentricité de 0,15. Les deux étoiles montrent un changement régulier dans la longitude du périastre, avec une période apsidale de 203 ± 4 ans. Le système ne forme pas une binaire à éclipses, car son inclinaison orbitale est autour de 48°. Ses deux composantes sont des étoiles bleu-blanc de la séquence principale de type spectral B5 V.
57 Cygni est répertoriée comme une variable suspectée avec une magnitude qui a été observée varier entre 4,72 et 4,80. Le satellite TESS a mis en évidence que le système est une étoile de type B à pulsation lente (SPB).